# Route nationale 1007
Die Route nationale 1007, kurz N 1007 oder RN 1007, ist eine französische Nationalstraße, die seit 2006 bzw. 2010 südlich von Avignon einen Zubringer zum Fernbahnhof Avignons darstellt. Die Strecke ist mit jeweils zwei Fahrstreifen je Fahrtrichtung als Kraftfahrstraße ausgebaut. Die gebaute Strecke ist derzeit etwas mehr als vier Kilometer lang.

## Strecke
Die heutige Strecke beginnt im Westen des Industriegebiets von Courtine, einem Stadtteil im Südwesten Avignons in dem von Durance und Rhône gebildeten Zwickel des Zusammenflusses. Sie unterquert sodann die Fernbahnstrecken des TGV und erreicht dann die Anschlussstelle 4 Gare TGV (Fernbahnhof Avignon). Von dortan quert die N 1007 den Fluss Durance und überquert mit der Brücke gleichzeitig die Grenze zum Département Bouches-du-Rhône. Mit dem Erreichen der als halbe Anschlussstelle ausgebauten Ausfahrt nach Rognonas endet die N 1007. Vorleistungen für eine Weiterführung der N 1007 existieren nicht.

## Frühere Streckenverläufe
Von 1973 bis 2006 war ein Streckenabschnitt im Stadtgebiet von Avignon, die sog. Rocade de Charles-de-Gaulle, vom Stadtzentrum Avignons zur Stadtmitte von Le Pontet, als Route nationale 1007 beschildert. Dieser fünf Kilometer lange Streckenabschnitt trägt heute die Beschilderung der Route départementale 907.
Ebenfalls von 1973 bis 2006 trug die heutige Avenue Jean Moulin in Brignoles (Département Var) die Beschilderung N 1007. Sie führte vom Kreisel mit dem Zubringer zur A8 und der Route nationale 7 Richtung Fluss Caramy. Die Länge dieses Abschnitts betrug 500 Meter.
Schließlich wurde auch eine städtische Schnellstraße in Antibes (Département Grasse) von 1983 bis 2006 als N 1007 beschildert. Sie führte vom Hafen (Port Vauban) Richtung Westen. Die Strecke ist ca. 2,5 Kilometer lang. Sie trägt mittlerweile die Beschilderung einer Route départementale 6107. 2018 errichtete die Straßenverwaltung im Stadtgebiet von Vallauris einen Straßenast. Im Stadtgebiet von Antibes werden Flächen auf zwei Kilometer zur Verlängerung an diesen Straßenast freigehalten.